# جايسون بيك
جايسون بيك (بالإنجليزية: Jason Peake)‏ هو لاعب كرة قدم بريطاني في مركز الوسط، ولد في 29 سبتمبر 1971 في ليستر في المملكة المتحدة. لعب مع برايتون أند هوف ألبيون وليستر سيتي ونادي بليموث أرجايل ونادي بوري ونادي روتشديل ونادي هارتلبول يونايتد ونادي هاليفاكس تاون.